# Roxana Cârstea
Roxana Cârstea (Bucarest, 3 ottobre 1967) è un'ex cestista rumena.

## Carriera
Con la Romania ha disputato due edizioni dei Campionati europei (1987, 1995).